# Нугманов, Сакен Кайбушевич
Сакен Кайбушевич Нугманов (род. 4 октября 1962 года) — советский игрок в хоккей с мячом, казахстанский тренер.

## Карьера
Воспитанник уральского футбола и хоккея с мячом (первый тренер — В. Н. Немолочнов). В 1978 году дебютировал в составе «Геолога». Поступив в государственный институт физкультуры и спорта им. Лесгафта на отделение футбола, с 1980 по 1984 год провёл в ленинградской «Красной заре». В 1984-86 годах играет в составе алма-атинского «Динамо». В 1986 году возвращается в Уральск, где играет до 1991 года. В 1991 году переходит в хромтауский «Горняк», где проводит ещё два сезона
После распада СССР выступает в составе сборной Казахстана на чемпионатах мира 1995 и 1997 года. Мастер спорта Республики Казахстан (1995), мастер спорта Республики Казахстан международного класса (1997), тренер высшей квалификации.
По окончании игровой карьеры перешёл на тренерскую работу. С 1993 года работает в составе «Акжайыка»: в 1993-94 — играющий начальник команды, в 1994—2004 — играющий главный тренер, в 2004—2006 — главный тренер, с 2006 года — старший тренер. Главный тренер сборной Казахстана на чемпионате мира 1999 года. Государственный тренер Республики Казахстан — с 2009 года по настоящее время.
Главный тренер и футболист команды «Урал», обладатель Кубка Казахской ССР среди КФК по футболу 1988 года. Участник чемпионатов СССР и Казахстана по футболу и по хоккею на траве.
Сын С. К. Нугманова — Искандер — играет в составе сборной Казахстана.